# Дискография Death Grips
Дискография Death Grips, американского хип-хоп-трио, насчитывает 6 студийных альбомов, 1 сборник, 4 мини-альбома, 13 синглов (7 коммерческих и 8 промо), 1 микстейп, 3 ремикса и 47 видеоклипов. Группа была сформирована MC Ride, Заком Хиллом и Энди Морином в Сакраменто, Калифорния, зимой 2010 года.
В марте 2011 года Death Grips выпустили свой одноименный дебютный мини-альбом. Месяц спустя последовал микстейп Exmilitary, который был высоко оценён музыкальными критиками. В начале 2012 года Death Grips подписали контракт с лейблом Epic Records, и их дебютный студийный альбом The Money Store был выпущен в апреле и получил одобрение критиков и занял 130-е место в чарте Billboard 200. Поскольку Epic Records не подтвердила дату выхода второго студийного альбома No Love Deep Web до 2013 года, Death Grips самостоятельно выпустили альбом в октябре 2012 года. В результате этого и последовавшего конфликта между группой и звукозаписывающим лейблом, Death Grips были исключены из состава Epic Records. Альбом No Love Deep Web получил положительные отзывы, а музыканты возглавили список легально скачиваемых исполнителей через BitTorrent с 34 151 432 скачиваниями.
В июле 2013 года Death Grips запустили Third Worlds, дочерний лейбл Harvest Records. На нём группа выпустила свои последующие релизы. Их третий альбом, Government Plates, был выпущен в ноябре 2013 года и получил благоприятные отзывы. Четвёртый студийный альбом коллектива, The Powers That B, представляет собой двойной альбом, состоящий из двух дисков под названиями: Niggas on the Moon и Jenny Death. Первый был выпущен в июне 2014 года. Между релизами двух частей этого двойного альбома в январе 2015 года был выпущен инструментальный альбом Fashion Week. Вторая половина, Jenny Death, а затем и полный двойной альбом — были выпущены в марте 2015 года; кроме положительных отзывов релиз заслужил 72-е место в Billboard 200. Затем последовал инструментальный мини-альбом под названием Interview 2016, выпущенный в марте 2016 года.
В мае 2016 года Death Grips выпустили свой пятый студийный альбом Bottomless Pit, который получил положительные отзывы и занял 193-е место в Billboard 200. Виниловый релиз сборника Fashion Week/Interview 2016 был выпущен в ноябре того же года. В марте 2018 года Death Grips объявили название своего шестого студийного альбома Year of the Snitch, который вышел в июне 2018 года.

## Альбомы

### Студийные альбомы
| Название                                                                                   | Детали | Высшие позиции в чартах | Высшие позиции в чартах | Высшие позиции в чартах | Высшие позиции в чартах | Высшие позиции в чартах | Высшие позиции в чартах | Высшие позиции в чартах | Высшие позиции в чартах | Высшие позиции в чартах |
| Название                                                                                   | Детали | US                      | US Alt.                 | US Heat.                | US Indie                | US Rap                  | US Rock                 | NLD Vinyl               | UK                      | UK R&B                  |
| ------------------------------------------------------------------------------------------ | --- | ----------------------- | ----------------------- | ----------------------- | ----------------------- | ----------------------- | ----------------------- | ----------------------- | ----------------------- | ----------------------- |
| The Money Store                                                                            | - Дата релиза: 15 апреля 2012 (Мир) - Лейбл: Epic - Форматы: цифровая дистрибуция, CD, LP                                | 130                     | 24                      | 3                       | —                       | 14                      | 39                      | —                       | 181                     | 20                      |
| No Love Deep Web                                                                           | - Дата релиза: 1 октября 2012 (Мир) - Лейбл: самиздат/Harvest - Форматы: цифровая дистрибуция, CD, LP                    | —                       | —                       | 7                       | —                       | 22                      | —                       | —                       | —                       | —                       |
| Government Plates                                                                          | - Дата релиза: 13 ноября 2013 (Мир) - Лейбл: самиздат/Harvest - Форматы: цифровая дистрибуция, LP                        | —                       | —                       | —                       | —                       | —                       | —                       | —                       | —                       | —                       |
| The Powers That B                                                                          | - Дата релиза: 31 марта 2015 (Мир) - Лейбл: Third Worlds/Harvest - Форматы: цифровая дистрибуция, CD, LP                 | 72                      | 9                       | —                       | 4                       | 8                       | 15                      | —                       | 150                     | 11                      |
| Bottomless Pit                                                                             | - Дата релиза: 6 мая 2016 (Мир) - Лейбл: Third Worlds/Harvest - Форматы: цифровая дистрибуция, CD, LP, компакт-кассета   | 193                     | 14                      | —                       | 13                      | —                       | 21                      | —                       | —                       | 24                      |
| Year of the Snitch                                                                         | - Дата релиза: 22 июня 2018 (Мир) - Лейбл: Third Worlds/Harvest - Форматы: цифровая дистрибуция, CD, LP, компакт-кассета | 97                      | 10                      | —                       | 32                      | —                       | 16                      | 23                      | —                       | 12                      |
| "—" обозначает запись, которая не вошла в чарты или не была выпущена на данной территории. | |                         |                         |                         |                         |                         |                         |                         |                         |                         |

### Инструментальные альбомы
| Название     | Детали                                                                              |
| ------------ | ----------------------------------------------------------------------------------- |
| Fashion Week | - Дата релиза: 4 января 2015 (Мир) - Лейбл: самиздат - Формат: цифровая дистрибуция |

### Сборники
| Название                    | Детали                                                              |
| --------------------------- | ------------------------------------------------------------------- |
| Fashion Week/Interview 2016 | - Дата релиза: 25 ноября 2016 (Мир) - Лейбл: Harvest - Формат: 2×LP |

### Микстейпы
| Название   | Детали                                                                                        |
| ---------- | --------------------------------------------------------------------------------------------- |
| Exmilitary | - Дата релиза: 26 апреля 2011 (Мир) - Лейбл: самиздат - Форматы: цифровая дистрибуция, CD, LP |

## Мини-альбомы
| Название                                         | Детали                                                                                     |
| ------------------------------------------------ | ------------------------------------------------------------------------------------------ |
| Death Grips                                      | - Дата релиза: 8 марта 2011 (Мир) - Лейбл: самиздат - Формат: цифровая дистрибуция         |
| Interview 2016                                   | - Дата релиза: 22 марта 2016 (Мир) - Лейбл: самиздат - Формат: цифровая дистрибуция        |
| Steroids (Crouching Tiger Hidden Gabber Megamix) | - Дата релиза: 22 мая 2017 (Мир) - Лейбл: Third Worlds - Форматы: цифровая дистрибуция, LP |
| Gmail and the Restraining Orders                 | - Дата релиза: 21 июня 2019 (Мир) - Лейбл: Third Worlds - Формат: Streamed Audio           |

## Синглы

### Коммерческие синглы
| Название                                           | Год  | Альбом                                                                                                   |
| -------------------------------------------------- | ---- | --- |
| «Full Moon (Death Classic)»                        | 2011 | Death Grips                                                                                              |
| «Poser Killer» / «Fyrd Up»                         | 2011 | Originally Non-album singles but released on streaming services as the EP Live From Death Valley in 2022 |
| «Guillotine»                                       | 2011 | Exmilitary                                                                                               |
| «@deathgripz»                                      | 2012 | Non-album singles                                                                                        |
| «True Vulture»                                     | 2012 | Non-album singles                                                                                        |
| - "More Than the Fairy" - (featuring Les Claypool) | 2016 | Non-album singles                                                                                        |
| «Streaky»                                          | 2018 | Year of the Snitch                                                                                       |
| «Black Paint»                                      | 2018 | Year of the Snitch                                                                                       |
| «Flies»                                            | 2018 | Year of the Snitch                                                                                       |
| «Hahaha»                                           | 2018 | Year of the Snitch                                                                                       |
| «Dilemma»                                          | 2018 | Year of the Snitch                                                                                       |
| «Shitshow»                                         | 2018 | Year of the Snitch                                                                                       |

### Промосинглы
| Название              | Год  | Альбом            |
| --------------------- | ---- | ----------------- |
| «I've Seen Footage»   | 2012 | The Money Store   |
| «Birds»               | 2013 | Government Plates |
| «Inanimate Sensation» | 2014 | The Powers That B |
| «On GP»               | 2015 | The Powers That B |
| «The Powers That B»   | 2015 | The Powers That B |
| «Hot Head»            | 2016 | Bottomless Pit    |
| «Eh»                  | 2016 | Bottomless Pit    |
| «Trash»               | 2016 | Bottomless Pit    |

## Гостевые появления
| Название       | Год  | Другой исполнитель | Альбом          |
| -------------- | ---- | ------------------ | --------------- |
| «Fuck a Bitch» | 2014 | The Bug            | Angels & Devils |

## Ремиксы
| Оригинальный трек | Год  | Исполнитель | Альбом(ы)                       |
| ----------------- | ---- | ----------- | ------------------------------- |
| «Sacrifice»       | 2012 | Björk       | Biophilia Remix Series Bastards |
| «Thunderbolt»     | 2012 | Björk       | Biophilia Remix Series Bastards |
| «Firestarter»     | 2013 | The Prodigy | Non-album release               |

## Видеоклипы
| Название | Год  | Режиссёр(ы)              |
| --- | ---- | ------------------------ |
| "Full Moon (Death Classic)" | 2011 | Death Grips              |
| - "Lord of the Game" - (featuring Mexican Girl)                                                                                    | 2011 | Death Grips              |
| "Culture Shock" | 2011 | Death Grips              |
| "Guillotine (It Goes Yah)" | 2011 | Death Grips              |
| "Spread Eagle Cross the Block" | 2011 | Terroreyes               |
| "Takyon (Death Yon)" | 2011 | Death Grips              |
| "Beware" | 2011 | Death Grips              |
| "Known for It" | 2011 | Death Grips              |
| "Blackjack" | 2012 | Неизвестно               |
| "Get Got" | 2012 | Неизвестно               |
| "The Fever (Aye Aye)" | 2012 | Неизвестно               |
| "Hustle Bones" | 2012 | Death Grips              |
| "Double Helix" | 2012 | Death Grips              |
| "I've Seen Footage" | 2012 | WeAre From L.A.          |
| "World of Dogs" | 2012 | Неизвестно               |
| "True Vulture" | 2012 | Galen Pehrson            |
| "Come Up and Get Me" | 2013 | Zach Hill Stefan Burnett |
| "No Hands 1" | 2013 | Неизвестно               |
| "No Hands 2" | 2013 | Неизвестно               |
| "No Hands 3" | 2013 | Неизвестно               |
| "No Hands 4" | 2013 | Неизвестно               |
| "No Hands 5" | 2013 | Неизвестно               |
| "Lock Your Doors" | 2013 | Неизвестно               |
| "You Might Think He Loves You for Your Money But I Know What He Really Loves You for It's Your Brand New Leopard Skin Pillbox Hat" | 2013 | Неизвестно               |
| "Anne Bonny" | 2013 | Неизвестно               |
| "Two Heavens" | 2013 | Неизвестно               |
| "This Is Violence Now (Don't Get Me Wrong)"                                                                                        | 2013 | Неизвестно               |
| "Birds" | 2013 | Неизвестно               |
| "Feels Like a Wheel" | 2013 | Неизвестно               |
| "I'm Overflow" | 2013 | Неизвестно               |
| "Big House" | 2013 | Неизвестно               |
| "Government Plates" | 2013 | Неизвестно               |
| "Bootleg (Don't Need Your Help)"                                                                                                   | 2013 | Неизвестно               |
| "Whatever I Want (Fuck Who's Watching)"                                                                                            | 2013 | Неизвестно               |
| "No Love" | 2014 | Death Grips              |
| "Inanimate Sensation" | 2014 | Неизвестно               |
| "On GP" | 2015 | Death Grips              |
| "I Break Mirrors with My Face in the United States"                                                                                | 2015 | Неизвестно               |
| "The Powers That B" | 2015 | Неизвестно               |
| "Interview 2016" | 2016 | Sean Metelerkamp         |
| "Giving Bad People Good Ideas" | 2016 | Death Grips              |
| "Eh" | 2016 | Sean Metelerkamp         |
| "Streaky" | 2018 |                          |
| "Flies" | 2018 |                          |
| "Dilemma" | 2018 |                          |
| "Shitshow" | 2018 | Zach Hill Galen Pehrson  |
| "Death Grips Is Online" | 2018 |                          |

## Комментарии
1. ↑  When asked "Is 'Takyon' in reference to the hypothetical sub-atomic particle by the same name, purported to travel faster than the speed of light?" Morin responded "Yeah. We're very into science. 'Takyon' is in reference to the particle, and in-song, it's a metaphor representing the sensation of either becoming that particle or harnessing its energy."'"`UNIQ--ref-00000023-QINU`"'